# Beyla (Guinée)
Pour les articles homonymes, voir Beyla.
Beyla est une ville de Guinée, le chef-lieu de la préfecture homonyme dans la région de Nzérékoré, au sud de la Guinée.

## Population
En 2016 elle comptait 34 423 habitants.

## Histoire

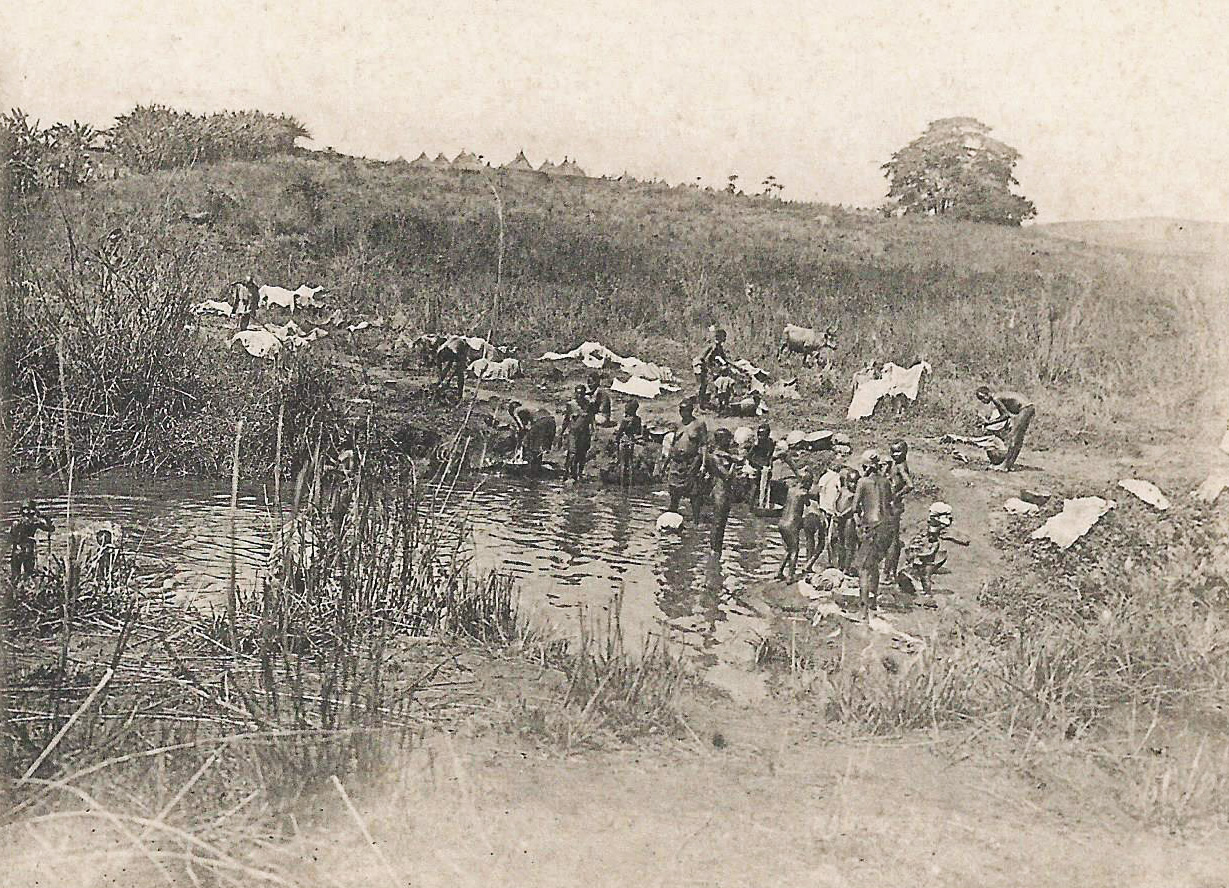
Environs de Beyla (vers 1900).

Louis Jean Henry (1873-1931), administrateur des colonies, fut commandant du cercle de Beyla de mars 1929 à mai 1930 sous la tutelle du gouverneur Poiret. Une partie de sa correspondance privée indique divers éléments à son arrivée : « la route en provenance de Conakry s'arrête à 55 kilomètres de Beyla en mars 1929, les lettres mettent un mois à voyager entre la métropole et la Guinée. »

## Personnalités liées
- Ibrahima Kourouma (né en 1966), homme politique et pharmacien guinéen
- Hamidou Camara (né en 1995), financier et personnalité politique guinéen,
- Maïmouna Sidibé (né en 1963), douanière et conseiller au CNT guinéen.
- Nénékhaly Condetto-Camara (né en 1930), écrivain et homme politique guinéen.